# Beaconsfield (Tasmanie)
 (décembre 2024).
Si vous disposez d'ouvrages ou d'articles de référence ou si vous connaissez des sites web de qualité traitant du thème abordé ici, merci de compléter l'article en donnant les références utiles à sa vérifiabilité et en les liant à la section « Notes et références ».
Pour les articles homonymes, voir Beaconsfield (homonymie).
Beaconsfield (1 056 habitants) est une ville au bord du Tamar au nord de la Tasmanie en Australie.  
Elle est située à 240 km au nord de Hobart, à 42 km au nord-ouest de Launceston sur la West Tamar Highway et à 6,4 km au sud de Beauty Point.

## Histoire
La région de Beaconsfield a été explorée pour la première fois par les Européens en 1804 lorsque William Paterson a dirigé une expédition vers l'actuelle ville de Launceston et a établi un campement à York Town. Le campement de Beaconsfield, alors connu sous le nom de Brandy Creek n'a pas été habité jusque dans les années 1850. L'exploitation du calcaire de la région a conduit à la découverte d'or en 1869. L'extraction de l'or a commencé en 1877 et la population de la région a cru rapidement. La ville a pris son nom de Beaconsfield en 1879 en l'honneur de Benjamin Disraeli, 1er comte de Beaconsfield, qui était le Premier ministre du Royaume-Uni à l'époque.

## L'exploitation de l'or à Beaconsfield
Beaconsfield a été la ville la plus riche en or en Tasmanie. En 1881, il y avait 53 entreprises qui travaillaient sur le terrain. Elles sont toutes été absorbées par la Tasmania mine.
La mine a fermé en 1914, en raison d'inondations régulières des galeries, mais a rouvert en 1999 avec un succès mitigé. En 1914, la mine exploitait l'or à une profondeur de 450 mètres et a produit 800 000 onces d'or. La mine a été arrêtée jusqu'en 1992 lorsqu'elle a changé de propriétaires. Une nouvelle station de pompage a été mise en service au mois d'août 1995.
Au cours de l'exercice 2004/05, 240 685 tonnes de minerai ont été extraits qui ont permis de récupérer 3 890 kg d'or.

## La catastrophe d'avril 2006
Le mardi 25 avril 2006, un petit tremblement de terre a provoqué un éboulement dans la mine. Quatorze mineurs sont ressortis indemnes, un mineur, Larry Knight, a été tué, et deux autres, Todd Russell et Brant Webb, ont été coincés dans une galerie à environ un kilomètre de profondeur. Ils ont été repérés en vie cinq jours plus tard, le dimanche 30 avril. Les opérations de sauvetage ont continué pendant près de deux semaines jusqu'à ce que les deux mineurs soient libérés le mardi 9 mai.